# Czesław Główczyński
Czesław Marian Główczyński (né le 22 juillet 1913 à Będzin en Pologne - mort le 17 décembre 2000 à Varsovie) est un pilote de chasse polonais, as des forces armées polonaises de la Seconde Guerre mondiale, titulaire de cinq victoires confirmées.

## Biographie
Czesław Główczyński est reçu bachelier en 1934. En été 1935 il obtient sa licence de pilote de planeur puis il entre à l'école des cadets officiers de l'artillerie à Włodzimierz Wołyński. En 1936 il est transféré à l'école des cadets officiers de la force aérienne à Dęblin et en sort sous-lieutenant en 1938. Il reçoit son  affectation  au 6e régiment aérien à Lwów.
Il remporte sa première victoire le 2 septembre 1939 sur un He 111 au sein de la 162e escadrille de chasse polonaise.
Le 17 septembre 1939 il est évacué en Roumanie où il est interné. Le 1er novembre de la même année il s'évade et après plusieurs péripéties il arrive en France où il pilote des Caudron C.714.
Le 19 juin 1940 il gagne l'Angleterre et se voit affecter à la 302e escadrille de chasse polonaise. Le 17 septembre 1940 au cours d'un vol d'entraînement son Hurricane s'enflamme, Główczyński réussit à atterrir et à s'éloigner de l'avion avant que celui-ci n'explose. À la suite de l'accident il est blessé et brûlé, son hospitalisation dure trois mois. Il revient dans son unité en avril 1941.
Le 25 janvier 1942 il est envoyé à l'État-major où il exerce la fonction d'aide de camp du général Władysław Sikorski. En mars 1944 il entreprend des études à l'école supérieure de l'aviation à Weston-super-Mare, il sert ensuite dans l'USAAF où il pilote des P-47 Thunderbolt.
Il est cofondateur de l'Association d'Aviateurs Polonais.
Czesław Główczyński s'éteint le 17 décembre 2000 à Varsovie à l'âge de 87 ans.

## Décorations
- Ordre militaire de Virtuti Militari
- La croix de la Valeur Krzyż Walecznych - 4 fois
- Croix de guerre 1939-1945

## Tableau de chasse
| Date       | Appareil(s) abattu(s)    |
| ---------- | ------------------------ |
| 02/09/1939 | Heinkel He 111           |
| 02/09/1939 | 1/2 Messerschmitt Bf 110 |
| 03/09/1939 | Junkers Ju 86            |
| 06/09/1940 | Heinkel He 111           |
| 09/06/1940 | Messerschmitt Bf 109     |
| 30/12/1941 | appareil non identifié   |